# Norbert Montfort
Norbert Montfort (* 6. Mai 1925 in Köln; † 4. August 2016) war ein deutscher Diplomat, der unter anderem Botschafter in Mauretanien, Saudi-Arabien und Marokko war.

## Leben
Nach dem Abitur studierte Montfort, Sohn eines Kaufmanns, Rechtswissenschaften an der Universität zu Köln und schloss dieses Studium mit dem Ersten sowie Zweiten Juristischen Staatsexamen ab.
1955 trat er in den Auswärtigen Dienst ein und war während seiner Ausbildung 1956 Attaché an der Gesandtschaft in Ägypten. Nach Abschluss der Laufbahnprüfung für den höheren Dienst fand er zwischen 1958 und 1959 zunächst eine Verwendung im Auswärtigen Amt in Bonn. Nach einer darauf folgenden Verwendung an der Botschaft im Libanon, wurde er 1961 Mitarbeiter an der Botschaft im Irak, ehe er von 1963 bis 1964 eine Verwendung an der Gesandtschaft in Taizz. Nach seiner Rückkehr nach Deutschland war er von 1964 bis 1966 Referent im Auswärtigen Amt und danach Konsul in Kuwait. 
Nachdem Montfort zwischen 1971 und 1974 Botschafter in Mauretanien war, erhielt er 1974 seine Akkreditierung als Botschafter in Saudi-Arabien, wo er bis 1976 tätig war.
1976 kehrte er ins Bundesgebiet zurück und wurde Leiter des Referats für den Mittleren Osten und den Maghreb, ehe er 1979 zum Ministerialdirigenten befördert und als Nachfolger von Hans-Joachim Hille, der wiederum Botschafter in Ägypten wurde, Beauftragter für Nah- und Mittelostpolitik des Auswärtigen Amtes ernannt wurde. In dieser Funktion übernahm er zusammen mit dem Botschafter im Iran Gerhard Ritzel auch Vermittlungsaufgaben während der Operation Eagle Claw im Zuge der Geiselnahme von Teheran zwischen November 1979 und Januar 1981.
Zuletzt erhielt Montfort 1984 seine Akkreditierung als Botschafter in Marokko und behielt diese Funktion bis zu seiner Versetzung in den Ruhestand 1990. Im Anschluss folgte ihm Murad Wilfried Hofmann in diesem Amt.

## Ehrungen und Auszeichnungen
- Verdienstkreuz am Bande des Verdienstordens der Bundesrepublik Deutschland (1968)
- Verdienstkreuz 1. Klasse des Verdienstordens der Bundesrepublik Deutschland (1978)

## Veröffentlichungen
- Fleurs Sauvages du Maroc. 1997